# Gigantyzm przysadkowy
Gigantyzm przysadkowy – nadmierny wzrost spowodowany zwiększonym wytwarzaniem hormonu wzrostu.

## Etiologia
Zwiększone wytwarzanie hormonu wzrostu (GH) może być wtórne do nadmiernego wytwarzania somatoliberyny (GHRH) lub być zaburzeniem pierwotnym.
1. Nadmierne wytwarzanie GHRH
- Guzy wewnątrzczaszkowe
  - Ganglioneuroma
  - Hamartoma
- Guzy ektopowe (umiejscowione w trzustce, przewodzie pokarmowym, płucach, oskrzelach, nadnerczach)

2. Nadmierne wytwarzanie GH
- Gruczolak z komórek somatotropowych
- Rozrost rozproszonych komórek somatotropowych
- Gruczolak mieszany

## Objawy
Przyspieszone wzrastanie jest najczęściej równomierne. Przy dużym nadmiarze hormonu wzrostu może bardziej dotyczyć stóp i rąk.
Wiek kostny nie jest przyspieszony.
W przypadku gruczolaka mogą pojawić się objawy wywołane uciskiem - ograniczenia pola widzenia, do zaniku nerwu wzrokowego.

## Rozpoznanie
- Nadmierny wzrost przy prawidłowym wzroście pozostałych członków rodziny.
- Badania obrazowe (rtg, tomografia komputerowa) - w celu wykrycia gruczolaka przysadki.
- Badania laboratoryjne - ocena wydzielania hormonu wzrostu
  - Test zahamowania glukozą (stężenie GH nie obniża się po podaniu glukozy).
  - Oznaczenie IGF-I (podwyższone).

## Leczenie
- Chirurgiczne - usunięcie gruczolaka
- Farmakologiczne
  - Bromokryptyna - agonista dopaminy - hamuje wydzielanie hormonu wzrostu przez gruczolak
  - Analogi somatostatyny